# 近鉄タクシーホールディングス
近鉄タクシーホールディングス株式会社（きんてつタクシーホールディングス）は、近鉄グループのタクシー事業の中間持株会社である。

## 概要
近鉄グループタクシー会社のうち、近鉄の子会社である近鉄タクシー、三重近鉄タクシー、名古屋近鉄タクシー、石川近鉄タクシー、岐阜近鉄タクシー、愛媛近鉄タクシー及び北交大和タクシーは、各地域においてタクシー事業を経営していた。しかし、景気の低迷、タクシー需要の減少から、経営力及び統治体制の強化を図る目的で、2013年4月に近鉄タクシーホールディングスが設立された。

## 沿革
- 2013年4月25日 - 近鉄タクシーホールディングス株式会社設立。

## グループ会社
- 近鉄タクシー（大阪市天王寺区）
- 三重近鉄タクシー（三重県四日市市）
- 名古屋近鉄タクシー（名古屋市中区）
- 石川近鉄タクシー（石川県金沢市）
- 岐阜近鉄タクシー（岐阜県大垣市）
- 愛媛近鉄タクシー（愛媛県松山市）
- 北交大和タクシー（北九州市戸畑区）